# Ґлен Фостер
Ґлен Фостер (англ. Glen Foster, 14 серпня 1930 — 1 жовтня 1999) — американський яхтсмен.
Бронзовий призер Олімпійських Ігор 1972 року в класі Темпест.
Чемпіон світу в класі Темпест 1971 року. 
Чемпіон світу в класі 5,5 метра 1995, 1997, 1998 років, срібний призер 1996 року, бронзовий призер 1993, 1999 років.